# یادویگا اسموسارسکا
یادویگا اسموسارسکا (لهستانی: Jadwiga Filipina Smosarska؛ ‏ ۲۳ سپتامبر ۱۸۹۸ – ۱ نوامبر ۱۹۷۱) بازیگر اهل لهستان بود.
از فیلم‌ها یا مجموعه‌های تلویزیونی که وی در آن‌ها نقش داشته‌است، می‌توان به شاهزاده وُویتسکا اشاره نمود.